# 에릭 가르시아 (작가)
에릭 가르시아(영어: Eric Garcia, 1972년 ~ )는 플로리다주 마이애미에서 태어난 미국의 작가, 소설가, 각본가이다. 그는 리들리 스콧 감독, 니콜라스 케이지 주연의 영화 매치스틱 맨의 원작 소설인 '매치스틱 맨'의 저자이다. 또한 2010년 영화 리포맨은 에릭 가르시아의 소설 '리포제션 맘보'에 바탕하여 만들어졌다.